# Departamento de Río Senguerr
Departamento de Río Senguerr är en kommun i Argentina.   Den ligger i provinsen Chubut, i den södra delen av landet, 1 600 km sydväst om huvudstaden Buenos Aires. Antalet invånare är 6 194.
Omgivningarna runt Departamento de Río Senguerr är i huvudsak ett öppet busklandskap. Trakten runt Departamento de Río Senguerr är nära nog obefolkad, med mindre än två invånare per kvadratkilometer.